# Али, Хайдер (легкоатлет)
Хайдер Али (урду حیدر علی‎; род. 12 декабря 1984, Гуджранвала, Пенджаб) ― пакистанский параспортсмен-легкоатлет. Участвует в соревнованиях категории F-37/38. Вошёл в историю как первый пакистанский параспортсмен, выигравший медаль на Паралимпийских играх в Пекине в 2008 году. Бронзовый призёр Паралимпиады 2016 года. Чемпион Паралимпиады 2020 в Токио. Чемпион Азиатских Паралимпийских игр 2010 года.

## Биография
Родился 12 декабря 1984 года в Гуджранвала, Пакистан. Страдает церебральным параличом.
Хайдер Али выиграл для Пакистана золотую медаль в прыжках в длину на играх KL’06 FESPIC, проходивших в Куала-Лумпуре, Малайзия, в ноябре — декабре 2006 года.

## Паралимпийские игры 2008 года
Участвовал в прыжках в длину среди мужчин в категории F-37/38 и прыгнул на 6,44 метра, завоевав серебряную медаль на летних Паралимпийских играх 2008 года. Однако тунисский спортсмен Фархат Чида, который преодолел ту же длину, выиграл золотую медаль, потому что он сделал шесть успешных прыжков в целом, тогда как второй и пятый прыжки Хайдера были отклонены, но ему удалось сравняться с Чидой в своей последней попытке. Достижение Хайдера было первой паралимпийской медалью Пакистана, а также первой серебряной медалью Пакистана на Паралимпийских играх.
Хайдер и Фархат Чида набрали 1104 очка каждый в прыжке на 6,44 метра, что также является новым мировым рекордом в играх для людей с ограниченными возможностями.
Помимо категории Т-38, Хайдер участвовал ещё в трёх дисциплинах. В спринте на 100 метров Т38 он занял девятое место среди девяти бегунов, на дистанции 200 метров занял пятое место и в метании диска F37/38, где он был близок к бронзовой медали, но его количество очков было всего на семь меньше, чем Дун Ся из Китая, который набрал 1003 балла и занял третье место.

## Азиатские паралимпийские игры 2010 года
Али выиграл две медали на Паралимпийских играх 2010 года, проходивших в Гуанчжоу, Китай. Али победил в прыжках в длину F 38 и стал третьим в прыжках на 100 м Т-38.

## Летние Паралимпийские игры 2016 года
Был знаменосцем Пакистана во время церемонии открытия Паралимпийских игр в Рио.
Завоевал свою вторую паралимпийскую медаль в своей карьере в прыжках в длину Т37 на Летних Паралимпийских играх 2016 года, заняв третье место. Это была первая бронзовая медаль Пакистана на Паралимпийских играх.

## Летние Паралимпийские игры 2020
3 сентября 2021 года Хайдер Али выиграл первую в истории Паралимпийских игр золотую медаль для Пакистана, бросив диск на 55,26 метра и выиграл соревнование F37 на Летних Паралимпийских играх 2020 года.